# Marius Manolache
Marius Manolache (Galati, 22 aprile 1973) è uno scacchista rumeno.
Ha ricevuto il titolo di Maestro Internazionale nel 2001 e di Grande Maestro nel 2007. 

## Principali risultati
Ha ottenuto la prima norma di GM nel torneo di Ciudad de Ferrol nel luglio 2005, la seconda nel campionato rumeno del 2006 a Predeal e la terza nel campionato europeo individuale del 2007 a Dresda.
Nell'agosto 2018 ha vinto con 8 /9 l'open di Mondariz in Spagna.
Partecipa al campionato rumeno a squadre con il club CS Studențesc Medicină Timișoara.
Ha raggiunto il suo rating Elo più alto nel marzo 2012, con 2561 punti.